# Malcolm Williamson
Malcolm Benjamin Graham Christopher Williamson, född 21 november 1931 i Sydney, Australien, död 2 mars 2003 i Cambridge, England, var en australisk organist, pianist och kompositör, verksam i England.

## Biografi
Williamson studerade komposition och horn på Sydney Conservatorium of Music. Bland hans lärare fanns Eugene Goossens. År 1950 flyttade han till London där han arbetade som organist, korrekturläsare och nattklubbspianist. Från 1953 studerade han under Elisabeth Lutyens. Williamson var en produktiv tonsättare vid denna tid, tog emot många uppdrag och framförde ofta sina egna verk, både på orgel och piano.
År 1975 utnämndes Williamson överraskande till Master of Queens Music efter avlidne Sir Arthur Bliss. Han var den första icke-britt att inneha posten. Han skrev ett antal stycken som har anknytning till hans kungliga post, såsom Mass of Christ the King (1978) och Lament in Memory of Lord Mountbatten of Burma (1980). Han blev emellertid mindre produktiv i det ”kungliga” arbetet under de senaste tjugo åren av sitt liv, även om han aldrig helt upphörde att intressera sig för att skriva musik för den kungliga familjen. Hans hela kompositionsomfång avtog avsevärt beroende på en rad sjukdomar. Han dog 2003 på ett sjukhus i Cambridge, då man också uppmärksammade hans alkoholism.

## Hedersbetygelser
Williamson utsågs en kommendör i den brittiska Imperieorden (CBE) 1976, och hedersmedlem av Order of Australia (AO) 1987. Denna form av Order of Australia ges endast till personer som inte är medborgare i Australien. Det är inte klart varför Williamson inte kvalificerade sig för en materiell tilldelning, eftersom det inte tycks finnas något i offentliga register som tyder på att han någonsin avstått sitt australiska medborgarskap. Motiveringen till utmärkelsen säger "For service to music and the mentally handicapped". Han var den förste Master of Queens Musik på över ett sekel som inte adlades.

## Williamsons musik
Några av Williamsons tidiga verk använder tolvtonstekniken av Arnold Schönberg, men hans största inflytandet sägs ofta komma från Olivier Messiaen. Han upptäckte Messiaens musik strax innan han konverterade till katolicismen 1952. Han påverkades också av Benjamin Britten, liksom av jazz och populärmusik (sistnämnda inflytande kan delvis höra samman med hans arbete som nattklubbspianist på 1950-talet).
Williamson skrev sju symfonier, fyra numrerade pianokonserter (plus Konsert för två pianon och stråkar, Konsert för två pianon och blåsarkvintett, efter Alan Rawsthorne och Sinfonia Concert), konserter för violin, orgel, harpa och saxofon och många andra orkesterverk. Han skrev baletter, bland annat Sun into Darkness och Display, många stora körverk, kammarmusik, musik för solopiano och musik för film och TV, inklusive prologen och huvudtitel Water Down. Hans operor inkluderar English Eccentrics, till ett libretto av Edith Sitwell, Vår man i Havanna, efter Graham Greenes roman, The Violins of Saint-Jacques, från en Patrick Leigh Fermorroman.